# 乳黄秋海棠
乳黄秋海棠（学名：Begonia flaviflora var. vivida）为秋海棠科秋海棠属黄花秋海棠的变种。分布于缅甸以及中国大陆的云南等地，生长于海拔1,590米至2,300米的地区，目前尚未由人工引种栽培。